# Нове Комино
Нове Ко́мино (рос. Новое Комино, марій. Кома) — присілок у складі Медведевського району Марій Ел, Росія. Входить до складу Кузнецовського сільського поселення.

## Населення
Населення — 555 осіб (2010; 521 у 2002).
Національний склад (станом на 2002 рік):
- лучні марійці — 88 %